# Cristián Basaure
Cristián Andrés Basaure Urzúa (Santiago, 18 de marzo de 1981) es un exfutbolista chileno. Jugaba de defensa y actualmente es comentarista deportivo en el canal TNT Sports. 
Al igual que Honorino Landa, Félix Landa, Adelmo Yori, Pedro García, José Luis Sierra, y Atilio Marchioni, es exalumno del Colegio Hispano Americano.

## Clubes
| Club                  | País  | Año       |
| --------------------- | ----- | --------- |
| Fernández Vial        | Chile | 2001-2002 |
| Magallanes            | Chile | 2003-2004 |
| Deportes Puerto Montt | Chile | 2005      |
| Palestino             | Chile | 2006-2007 |
| Santiago Morning      | Chile | 2008-2009 |
| Audax Italiano        | Chile | 2010-2011 |
| Santiago Morning      | Chile | 2012      |
| Deportes La Serena    | Chile | 2013-2014 |